# Ramales de la Victoria
Ramales de La Victoria là một đô thị trong tỉnh Cantabria, Tây Ban Nha. Trận Ramales diễn ra ở đây năm 1893 trong Chiến tranh Carlist lần thứ nhất.